# 11 mars 1951
Le dimanche 11 mars 1951 est le 70e jour de l'année 1951.

## Naissances
- Arieh Gamliel, homme politique israélien
- Dominique Sanda, actrice française
- Francis Saint-Ellier, personnalité politique française
- Grzegorz Stellak, rameur polonais
- Guy Milcamps, homme politique belge
- Iraj Danaifar (mort le 12 décembre 2018), joueur iranien de football
- Jorge Galemire (mort le 6 juin 2015), musicien uruguayen
- Katie Kissoon, chanteuse britannique
- Martin Peltier, écrivain, journaliste et militant politique français
- Patrick Moriau (mort le 20 juillet 2013), homme politique belge

## Décès
- Alfred Duranleau (né le 1er novembre 1871), personnalité politique canadienne
- Carl Gregory (né le 9 septembre 1882), caméraman américain
- Jean Mauclère (né le 20 avril 1887), écrivain français
- Philip Van Isacker (né le 18 décembre 1884), personnalité politique belge